# Sultanahmet (Fatih)

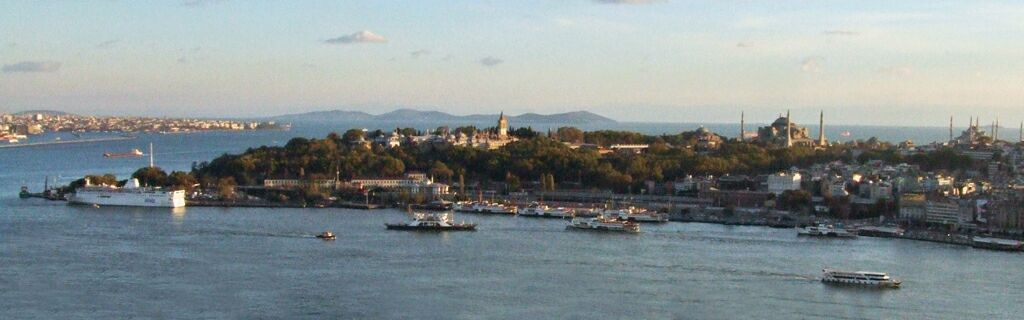
Il Corno d'Oro e Sultanahmet

Sultanahmet è una delle 57 mahalle (quartieri) del distretto di Fatih nella parte europea di Istanbul. 

## Collocazione geografica
Situato sulla punta della penisola storica, il quartiere contiene molti monumenti storici, in particolare la Moschea Blu, la Basilica di Santa Sofia ed il Palazzo di Topkapı. Amministrativamente esso confina con il quartiere di Binbirdirek a nord; con quello di Kucukayasofya a ovest; col quartiere di Cankurtaran ad est; a est si affaccia sul Bosforo.